# Highlander III – Die Legende
Highlander III – Die Legende (orig. Highlander III – The Sorcerer) ist ein Film des Regisseurs Andy Morahan aus dem Jahr 1994. Der Film stellt keine Fortsetzung von Highlander I dar, sondern übernimmt Teile von dessen Grundhandlung und ändert sie ab. Für Highlander III existiert die Handlung aus Highlander II nicht. Der Film startete am 2. März 1995 in den deutschen Kinos und einen Tag später in den österreichischen.

## Inhalt
Connor MacLeod beschließt nach dem Tod von Heather, seine Heimat Schottland zu verlassen. Den Highlander zieht es in das ferne Japan. Dort trifft er auf den Unsterblichen Nakano, einen Zauberer, der Illusionen hervorrufen kann. Nakano will sein Wissen an Connor weitergeben und unterrichtet ihn. Ein ehemaliger Schüler Nakanos namens Kane will dessen Kräfte an sich reißen und stellt ihn in einer Höhle, die MacLeod zuvor verlassen hatte. Durch die Hilfe seiner zwei unsterblichen Lakaien gelingt es Kane, seinen ehemaligen Meister zu besiegen. Während des Quickening (Erneuerung) stürzt die Höhle über den drei Unsterblichen zusammen.
Ca. 400 Jahre später ist die Archäologin Alex Johnson mit Ausgrabungen in Japan beschäftigt. Durch diese Ausgrabungen werden die drei Unsterblichen befreit. Einer der Lakaien wird auf die Suche nach MacLeod geschickt und der andere wird von Kane geköpft. Connor lebt mit seinem Adoptivsohn John in Marokko. Er spürt die Befreiung von Kane und macht sich auf den Weg nach New York, dem Ort der Zusammenkunft. In einem Krankenhaus trifft er auf den Schergen von Kane und kann seinen Kopf nehmen.
Alex Johnson untersucht ein Stück Stoff, das sie in der Höhle gefunden hat, und kann es dem schottischen Clan MacLeod zuordnen. Ihre Nachforschungen führen sie zu Connor, der sich gerade im Kampf mit Kane befindet. Da der Kampf auf Heiligem Boden stattfindet, unterbrechen die beiden ihre Auseinandersetzung. Kane entführt Connors Sohn John, um ihn zum Kampf zu zwingen. In einer alten Fabrik kommt es zum finalen Duell. Connor gewinnt und beschließt, den Rest seines natürlichen Lebens mit Alex zu verbringen.

## Fassungen
- In den USA erschien der Film nochmals als „Special Directors Cut“ auf LaserDisc und DVD. In dieser Filmversion wurden einige Szenen etwas verlängert, außerdem wurden die visuellen Effekte restauriert und der Song im Abspann ausgetauscht.
- In Europa kam die ungeschnittene Kinofassung des Films heraus, die Schnitte der US-Kinofassung waren nicht vorhanden.
- Nur in England wurden zwei Szenen gekürzt, dafür bekam der Rest des Films eine Freigabe ab 15. Hierbei handelt es sich um die relativ harmlose „Sexszene“ zwischen Kane und der Prostituierten und die Bettszene in Schottland mit Connor und Alex Johnson.

## Entstehung
Ursprünglich sollte Connor MacLeod in diesem Film sterben, allerdings wurde diese Idee erst bei Highlander: Endgame wieder aufgenommen. Mario Van Peebles bekam die Rolle des Kane über eine Empfehlung von Christopher Lambert. Beide Schauspieler freundeten sich beim Dreh von Gunmen an. Roxanne Hart aus dem ersten Teil sollte als Brenda Wyatt zurückkehren. Nach ihrer Absage wurde Deborah Kara Unger als neue Geliebte für den Highlander besetzt. Diese wollte beim Dreh der Liebesszene mit Connor ursprünglich auf ein Körper-Double zurückgreifen, allerdings entschied sie sich später, die Szene selbst zu spielen.
Die Dreharbeiten fanden größtenteils in Quebec, Kanada statt. Zusätzlich wurden wieder die Schauplätze in Schottland aus Teil eins genutzt, Teile wurden in Marokko gedreht. Nachdem der Vorgänger allgemein verrissen wurde, sprachen Fans während des Drehs zu Teil 3 scherzhaft von „Highlander – The Apology“. Während des finalen Schwertkampfs zwischen Connor MacLeod und Kane in der Fabrik erklingt der Song Dr. Feelgood von Mötley Crüe.

## Kritiken
Ähnlich wie sein Vorgänger erhielt auch Highlander III – Die Legende ein verheerendes Presseecho, was sich auch in den Auswertungen US-amerikanischer Aggregatoren widerspiegelt. So erfasst Rotten Tomatoes fast ausschließlich kritische Besprechungen und ordnet den Film dementsprechend als „Gammelig“ ein. Laut Metacritic fallen die Bewertungen im Mittel „Grundsätzlich Ablehnend“ aus.

„Fantasy-Actionspektakel mit viel pyrotechnischem Schnickschnack. Das Kinodebüt eines Videoclip-Spezialisten, der über weite Strecken die Originalversion einfach nur kopiert und dabei in der filmischen Gestaltung kein Profil entfaltet. Nur einige Tricksequenzen verraten eine eigene Handschrift.“